# Chilicola pedunculata
Chilicola pedunculata är en biart som beskrevs av Michener 2002. Chilicola pedunculata ingår i släktet Chilicola och familjen korttungebin. Inga underarter finns listade i Catalogue of Life.